# Mézeray
Mézeray – miejscowość i gmina we Francji, w regionie Kraj Loary, w departamencie Sarthe.
Według danych na rok 1990 gminę zamieszkiwały 1 434 osoby, a gęstość zaludnienia wynosiła 44 osoby/km² (wśród 1504 gmin Kraju Loary, Mézeray plasuje się na 420. miejscu pod względem liczby ludności, natomiast pod względem powierzchni na miejscu 245.).